# Salmisaari (ö i Norra Savolax, Norra Savolax)
Salmisaari är en ö i Finland. Den ligger i sjön Suvantojärvi och i kommunen Keitele i den ekonomiska regionen  Övre Savolax ekonomiska region  och landskapet Norra Savolax, i den centrala delen av landet, 300 km norr om huvudstaden Helsingfors. Öns area är 0,3 hektar och dess största längd är 150 meter i sydöst-nordvästlig riktning.